# Pablo Parra
Pablo Alejandro Parra Rubilar (* 23. Juli 1994 in Chillán) ist ein chilenischer Fußballspieler. Der offensive Mittelfeldspieler bestritt vier Länderspiele für die chilenische Fußballnationalmannschaft.

## Karriere

### Verein
Pablo Parra spielte in der Jugend von Ñublense und kam 2010 in die Profimannschaft, wo er im Mai debütierte. Unter Trainer Carlos Rojas wurde er in der Saison 2013 regelmäßig eingesetzt. Nach dem Abgang des Trainers zu Coquimbo Unido folgte Parra ihm 2014 per Leihe. Nach seiner Rückkehr wurde er Stammspieler, stieg allerdings mit Ñublense ab und wechselte zum Ligakonkurrenten CD Cobreloa. Nach guten Leistungen wurde er an den Erstligisten Universidad de Chile verliehen, der jedoch nach einer schwachen Saison 2019 auf dem vorletzten Platz den Kader veränderte. Parra kehrte daher zu Cobreloa zurück, wurde allerdings im Januar 2020 an Curicó Unido verliehen. Bei Curicó überzeugte der offensive Mittelfeldspieler und wurde, nachdem er Mitte 2021 fest verpflichtet worden war, an den mexikanischen Verein Puebla abgegeben. Im Juli 2023 kehrte er nach Chile zurück und schloss sich Rekordmeister CSD Colo-Colo an. Aufgrund mangelnder Einsatzzeit wechselte Parra nach einem Jahr zu Unión La Calera. Im Dezember 2024 gab der CD Palestino die Verpflichtung des Offensivakteurs bekannt.

### Nationalmannschaft
Parra debütierte im März 2021 für die Nationalmannschaft beim Freundschaftsspiel gegen Bolivien, als er in der 64. Spielminute für César Pinares eingewechselt wurde. Im selben Jahr kam er in zwei weiteren Freundschaftsspielen zum Einsatz. Beim Freundschaftsspiel gegen Mexiko erzielte er sein erstes Länderspieltor. Im Februar 2022 wurde er in der Qualifikation zur Weltmeisterschaft 2022 gegen Bolivien eingewechselt.

## Erfolge
Coquimbo Unido
- Chilenischer Zweitligameister: 2013/14-C

Colo-Colo
- Chilenischer Pokalsieger: 2023
- Chilenischer Meister: 2024
- Chilenischer Supercup-Sieger: 2024